# 科內爾鎮區 (北達科他州卡斯縣)
科內爾鎮區（英語：Cornell Township）是位於美國北達科他州卡斯縣的一個鎮區。

## 地方資料
科內爾鎮區的面積為93.51平方千米，皆為陸地。根據2020年美國人口普查的數據，當地共有人口41人，而人口密度為每平方千米0.44人。